# پلخوویتسه
پلخوویتسه (به چکی: Plchovice) یک منطقهٔ مسکونی در جمهوری چک است که در ناحیه اوستی ناد اورلیتسی واقع شده‌است. پلخوویتسه ۲٫۸۷ کیلومتر مربع مساحت و ۸۴ نفر جمعیت دارد و ۲۷۱ متر بالاتر از سطح دریا واقع شده‌است.